# Cordillère

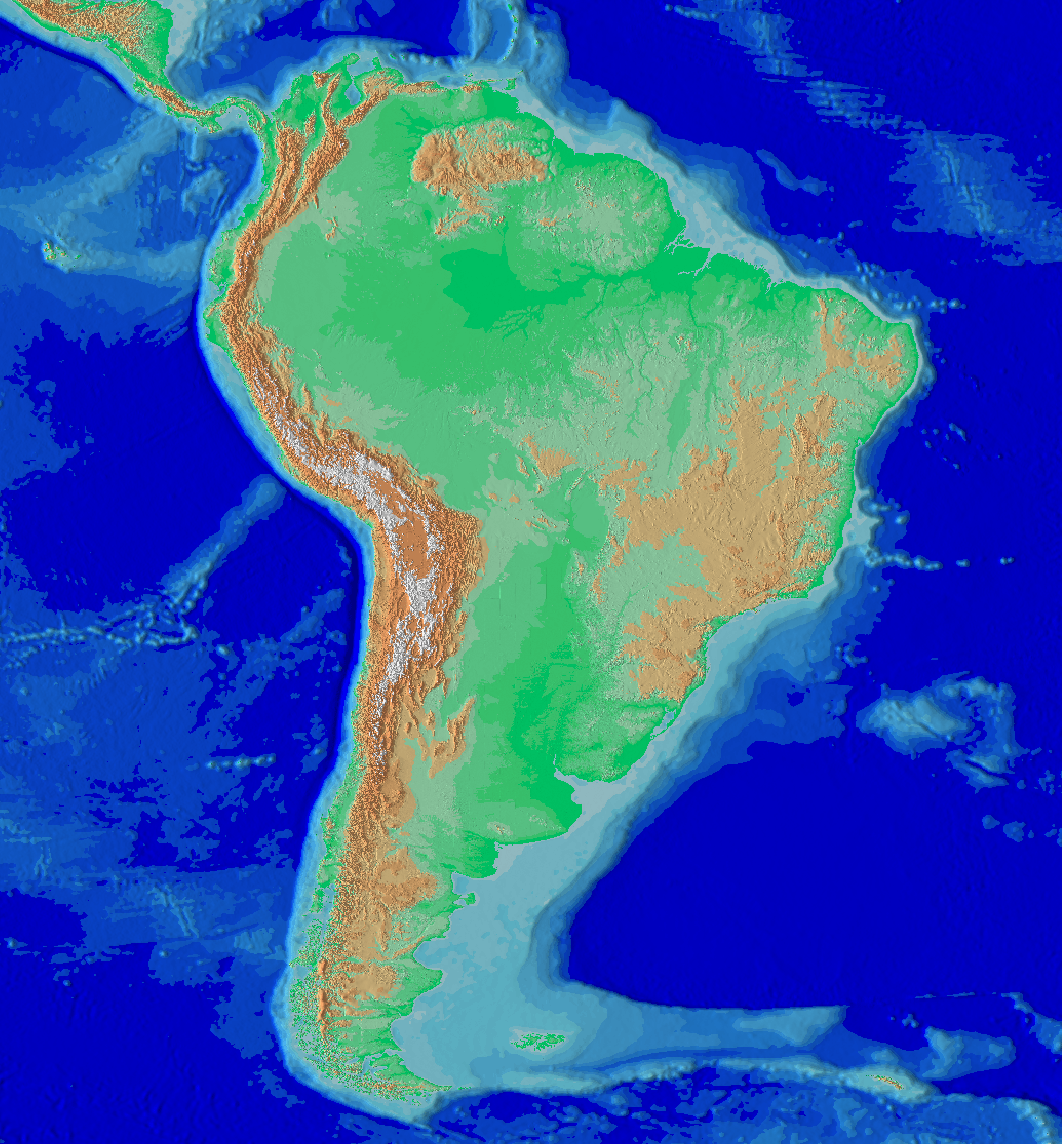
Carte topographique de l'Amérique du Sud avec la cordillère des Andes longeant son littoral occidental.

Une cordillère (parfois cordillière) est une chaîne de montagnes allongée et étroite résultant généralement de la subduction d'une plaque océanique sous une plaque continentale.

## Étymologie
Le terme « cordillère » vient de l'espagnol cordillera (de cordel, « petite corde »).

## Liste partielle
- Cordillère américaine
- Cordillère du Kunlun au nord du plateau tibétain
- Cordillère Annamitique
- Cordillère des Andes en Amérique du Sud
- Cordillère australienne
- Cordillère Arctique au Canada
- Cordillère Cantabrique et cordillères Bétiques en Espagne
- Cordillère Centrale dans le nord-ouest de l'île de Luçon aux Philippines
- Cordillère Néovolcanique au Mexique